# Hyostomodes featheri
Hyostomodes featheri är en fjärilsart som beskrevs av Louis Beethoven Prout 1922. Hyostomodes featheri ingår i släktet Hyostomodes och familjen mätare. Inga underarter finns listade i Catalogue of Life.